# José Lladó Fernández-Urrutia
José Lladó Fernández-Urrutia   (Madrid, 29 de març de 1934 - Madrid, 14 de febrer de 2024) va ser un polític i economista espanyol que fou Ministre de Transport i Comunicacions entre 1977 i 1978, en el primer govern d'Adolfo Suárez.

## Biografia
Va néixer el 29 de març de 1934 a la ciutat de Madrid, fill del President del Banco Urquijo Juan Lladó Sánchez-Blanco i net del diputat romanonista José Lladó Vallés. Es va doctorar en Ciències Químiques per la Universitat de Madrid. Va ser Membre d'Honor de la Societat Química Americana. Va ser President executiu del CSIC. Va estar casat amb Pilar Arburúa Aspiunza, filla de l'exministre Manuel Arburúa de la Miyar.
L'any 1963 inicià la seva activitat política col·laborant amb el Comissionat dels Plans de Desenvolupament impulsats pel franquisme. Posteriorment, entre 1968 i 1974, fou Director General d'Indústries Químiques.
En la formació del seu primer govern, Adolfo Suárez el nomenà Ministre de Transports i Comunicacions, càrrec que desenvolupà fins al febrer de 1978. Posteriorment fou nomenat ambaixador d'Espanya als Estats Units d'Amèrica.
L'any 1986 fou nomenat president del Patronat del Museu Nacional Centre d'Art Reina Sofia, càrrec que ocupà fins a 1994, i després va ser membre de la Fundació Príncep d'Astúries.
Va ser president de l'empresa Técnicas Reunidas, dedicada a l'enginyeria petroliera i infraestructures (que fundà l'any 1959 amb el nom de Lummus Española), amb una participació en aquesta del 37%. Va ostentar una gran fortuna personal valorada en més de 920 milions d'euros per la revista Forbes.